# (2994) Flynn
(2994) Flynn (1975 PA) – planetoida z pasa głównego asteroid okrążająca Słońce w ciągu 3,76 lat w średniej odległości 2,42 j.a. Odkryta 14 sierpnia 1975 roku.